# Jasper Gottlieb
Pour les articles homonymes, voir Gottlieb.
 (octobre 2018).
Si vous disposez d'ouvrages ou d'articles de référence ou si vous connaissez des sites web de qualité traitant du thème abordé ici, merci de compléter l'article en donnant les références utiles à sa vérifiabilité et en les liant à la section « Notes et références ».
Jasper Gottlieb, né le 29 mai 1989 à Amsterdam, est un acteur néerlandais.

## Filmographie
- 1997 : Karakter de Mike van Diem : Jacob (6 jaar)[2]
- 2004 : Amazones : Moes
- 2005 : Allerzielen (nl) : Dylan
- 2007-2011 : SpangaS : Flip van Hamel
- 2009 : SpangaS op Survival (nl) : Flip van Hamel
- 2009 : Happy End : Moshe
- 2013 : Loving Ibiza (nl) de Johan Nijenhuis : Dylan[3]